# Jardim Europa (barrio de São Paulo)
Jardim Europa es un barrio de clase alta ubicado en la zona oeste de la ciudad de São Paulo, Brasil. Administrativamente se encuentra en el distrito de Pinheiros y pertenece a la subprefectura de Pinheiros.

## Historia

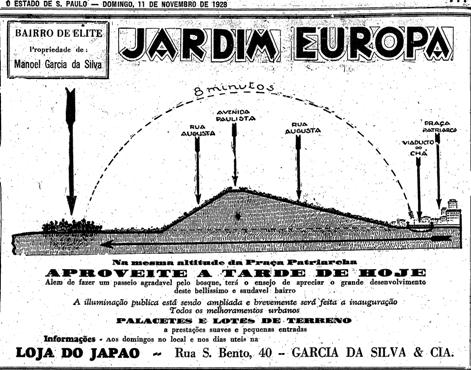
Publicidad en el periódico O Estado de S. Paulo del 11 de noviembre de 1928.

La región donde se encuentra el barrio era originalmente una llanura inundable del río Pinheiros. La rectificación de este río y la reversión de sus aguas para alimentar la Usina Hidrelétrica Henry Borden, en la década de 1920, puso fin a las inundaciones en la zona. 
Gracias al éxito de ventas del vecino barrio de Jardim América, el ingeniero-arquitecto carioca Hipólito Gustavo Pujol Jr. desarrolló, en 1922, un proyecto para el área colindante siguiendo las mismas directrices de la ciudad jardín: calles curvas con intensa arborización e integradas a plazas y jardines internos. 
El proyecto inicial cubría un área de 900 mil metros cuadrados dividida en 49 manzanas. Sus plazas conservan, aún hoy, diversas especies arbóreas como ipês, sibipirunas, flamboyants, jacarandás y palmeras. Sus calles fueron bautizadas con los nombres de países y ciudades del continente europeo. Anteriormente esos terrenos pertenecieron al banquero Manoel Garcia da Silva.
En 1987, se transfirió para el barrio el Monumento a los Héroes de la Travesía del Atlántico, escultura patrocinada por la Sociedade Dante Alighieri que homenajeó a los aviadores italianos Francesco De Pinedo y Carlo Del Prete, pero fue retirada y trasladada para el distrito de Socorro, en la zona Sur, en el 2010.

## Actualidad
El barrio es uno de los más valorizados de la ciudad con el metro cuadrado valiendo cerca de R$ 14,000. En las rúas Tucumã, Professor Artur Ramos, Fréderic Chopin, Seridó y Franz Schubert, el metro cuadrado llega a costar R$ 28,000. Algunos edificios de esas calles tienen vista hacia el Esporte Clube Pinheiros. Está clasificado por el CRECI como "Zona de Valor A", el mismo grado que Moema, Vila Nova Conceição e Higienópolis.
Es un barrio jardín formado en su mayoría por grandes residencias y alberga establecimientos culturales en sus principales avenidas. En la Avenida Brigadeiro Faria Lima, conocida por sus numerosos edificios financieros, se encuentra el Museo de la Casa Brasileña, que expone ejemplares de mobiliario de los siglos XVII al XXI y promueve exposiciones y cursos. En la misma vía se sitúan el edificio Dacon y el Esporte Clube Pinheiros, el mayor club polideportivo del Hemisferio Sur.
La Avenida Europa posee tres importantes museos de arte: la Fundación Cultural Ema Gordon Klabin, institución que conserva y divulga el acervo artístico, histórico y científico de Ema Gordon Klabin; el Museo de la Imagen y del Sonido de São Paulo, que tiene un acervo de más de 200 mil artículos entre fotografías, películas, videos, carteles, discos de vinilo y registros sonoros. Sus principales obras son los testimonios de Tarsila do Amaral y de Tom Jobim, registros en audio sobre la Compañía Cinematográfica Vera Cruz, Memoria de la Radio y Memoria Paulo Emílio Salles Gomes; y el Museo Brasileño de la Escultura y Ecología, que desarrolla una extensa y diversificada programación cultural, con exposiciones, cursos, seminarios y recitales de piano. Además de ellos, en la Av. Europa se localizan instituciones de cultura, la vía también es conocida por el comercio de carros deportivos de lujo.
En este barrio se encuentra el consulado de México.
La parroquia São José de Jardim Europa se ubica en la rúa Dinamarca esquina con la rúa Austria.